# Karosa
Karosa – czeskie przedsiębiorstwo z siedzibą w miejscowości Vysoké Mýto, produkujące autobusy, istniejące w latach 1896–2007, tj. do momentu, kiedy zakończył się proces całkowitej integracji zakładu z koncernem Iveco, a nazwę przedsiębiorstwa zmieniono z Karosa na Iveco Czech Republic. Znacjonalizowane i przemianowane w 1948 roku na Karosa przedsiębiorstwo było kontynuatorem przedwojennych zakładów Sodomka, zajmujących się budową karoserii samochodowych.

## Historia

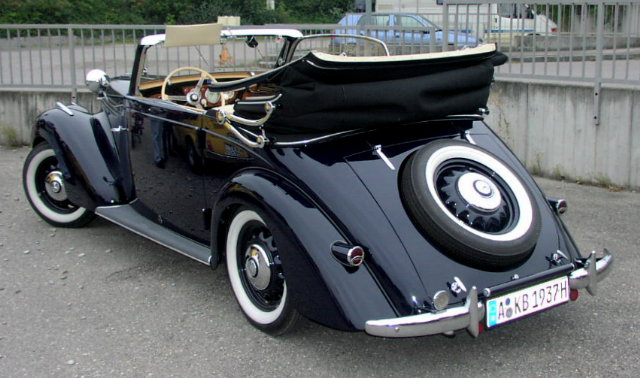
Mercedes-Benz 170 (1937) z karoserią Sodomki z roku 1948

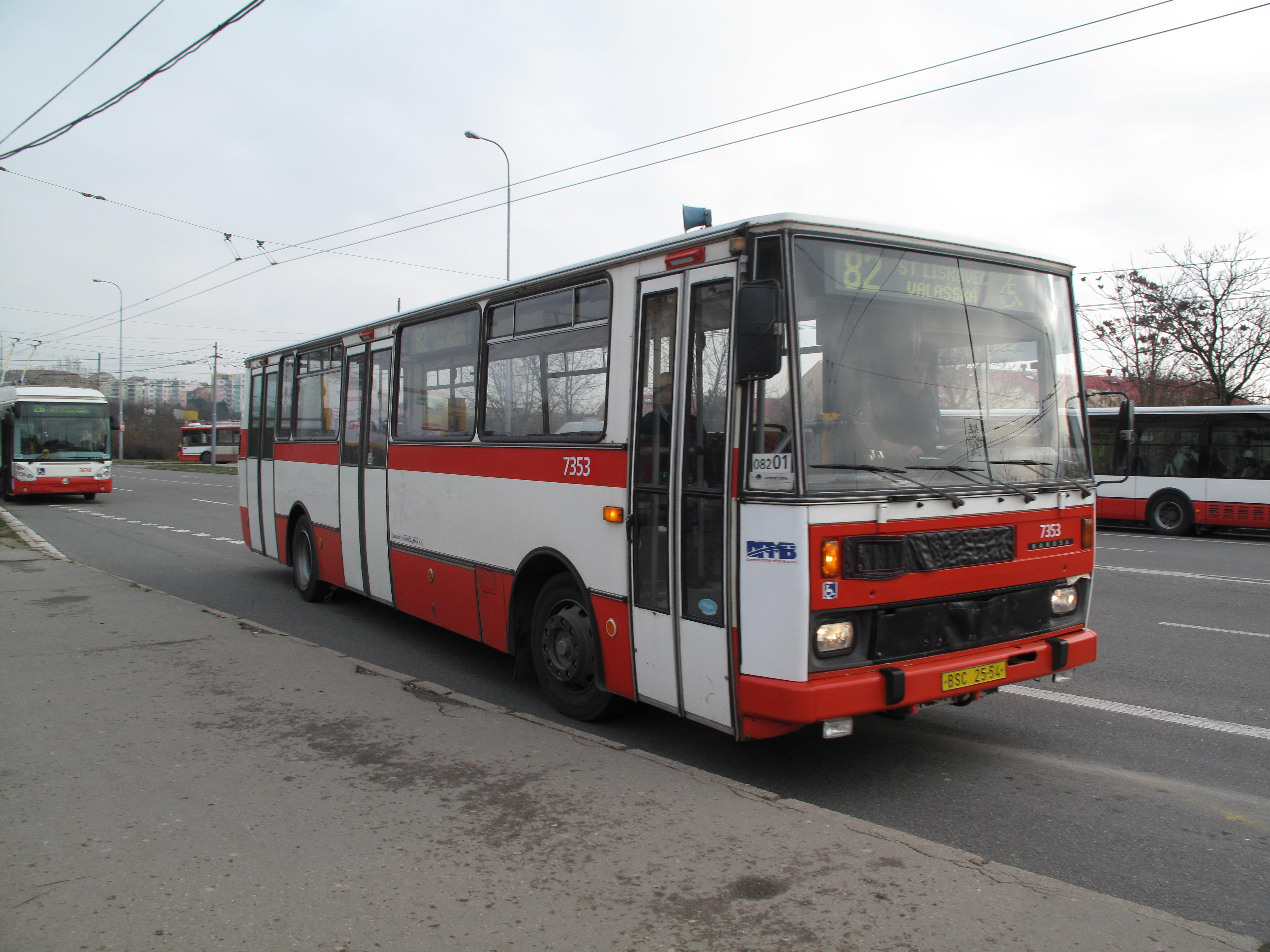
Karosa B 732

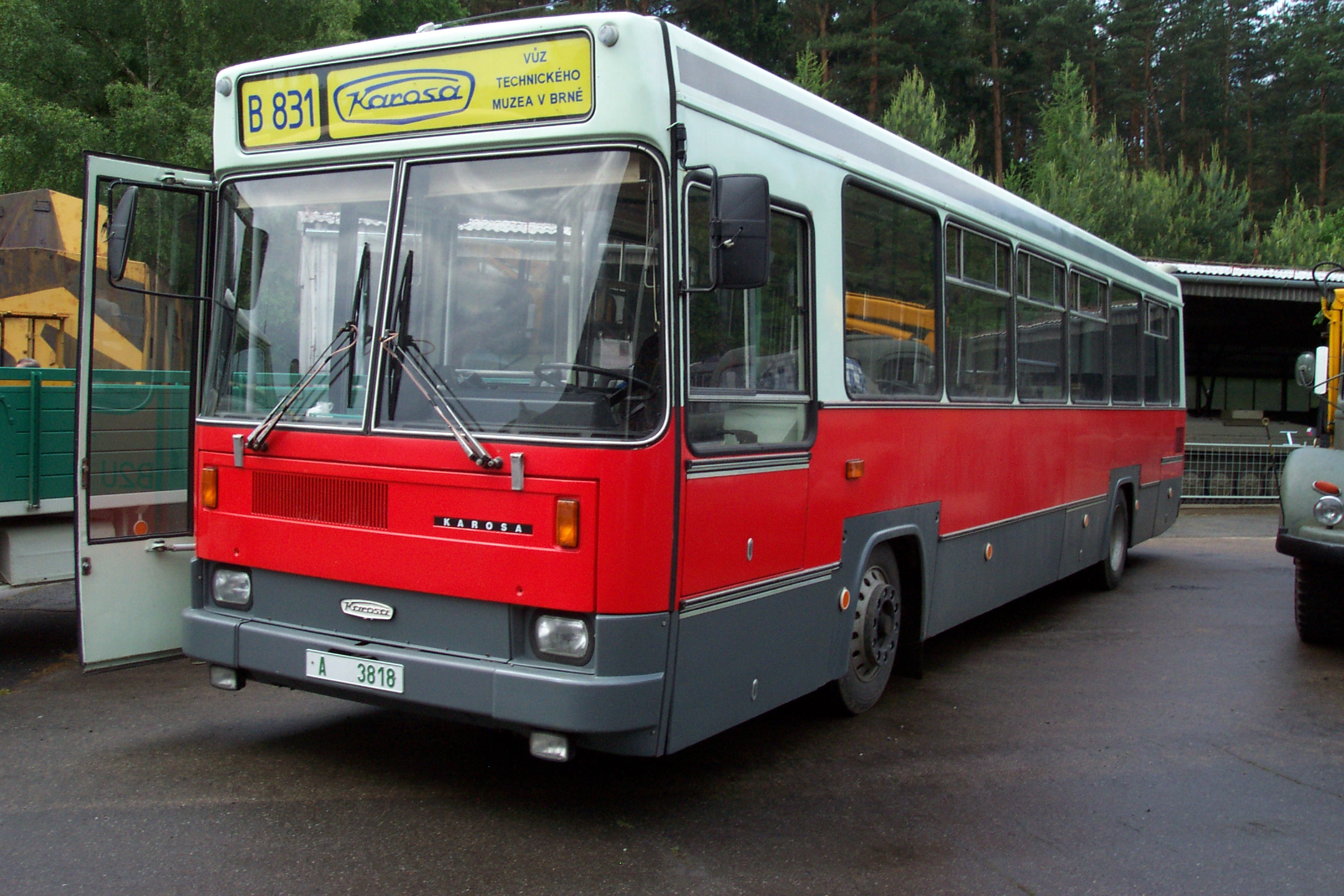
Karosa B 831

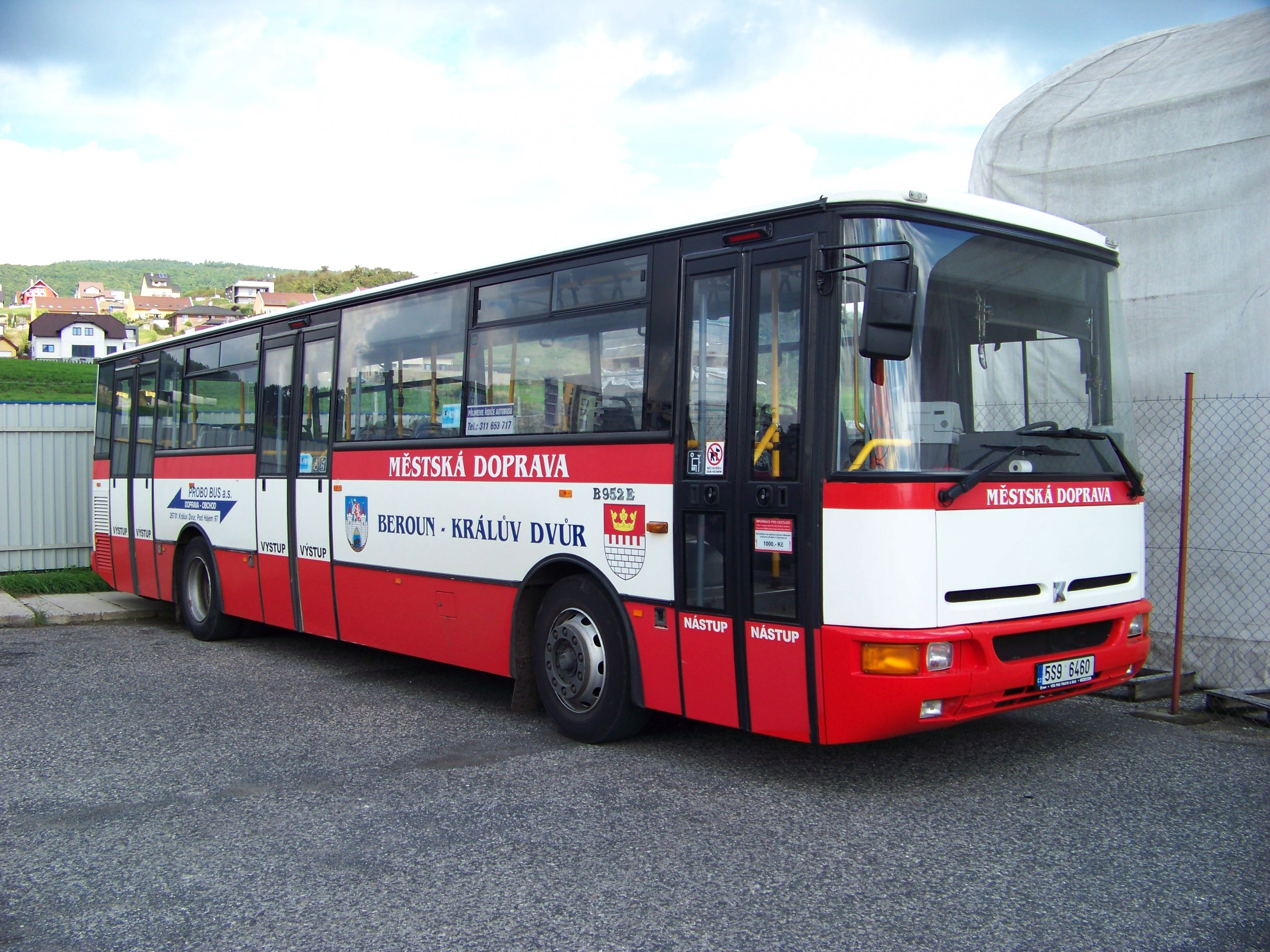
Karosa B 952

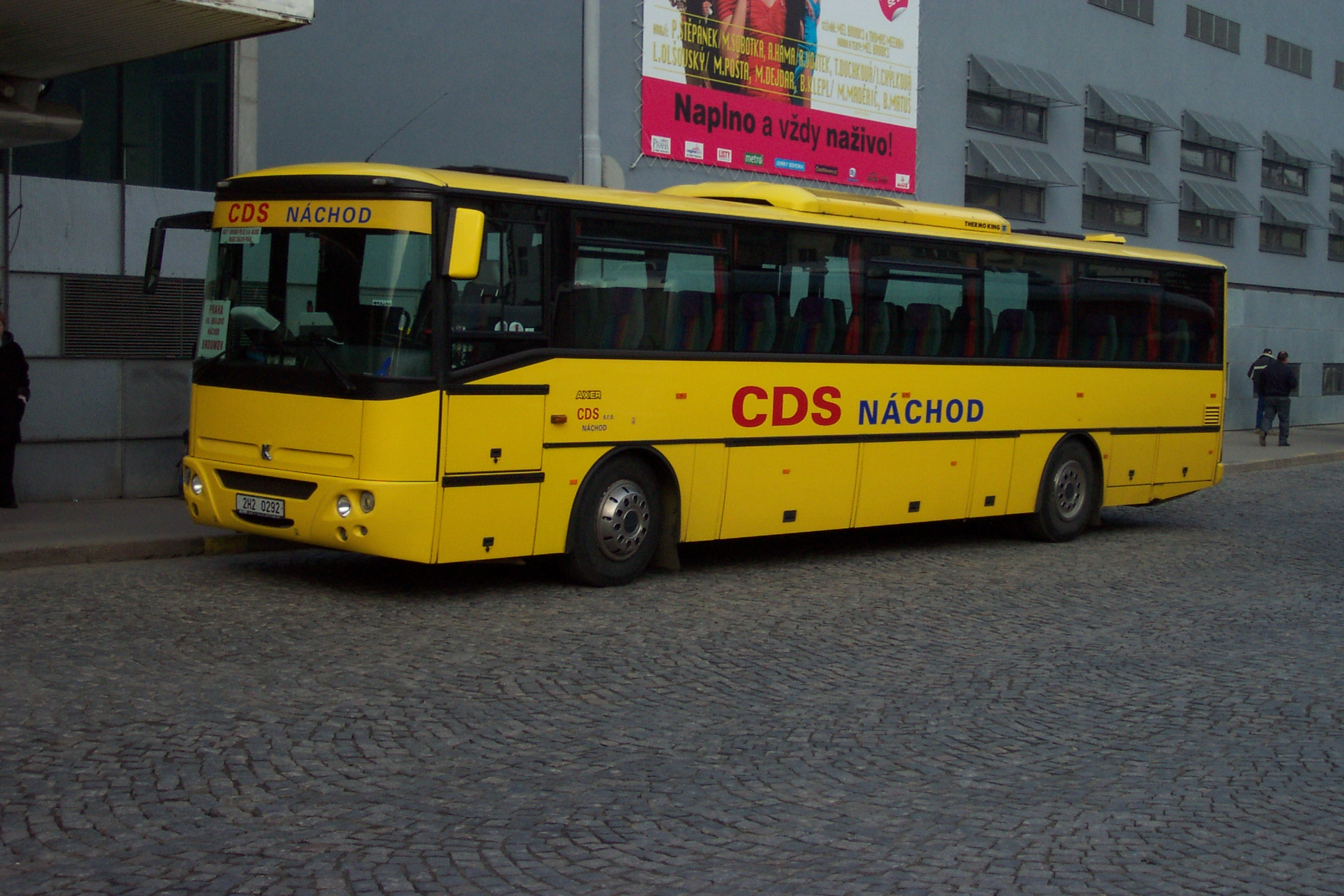
Karosa Axer w Pradze, 2007

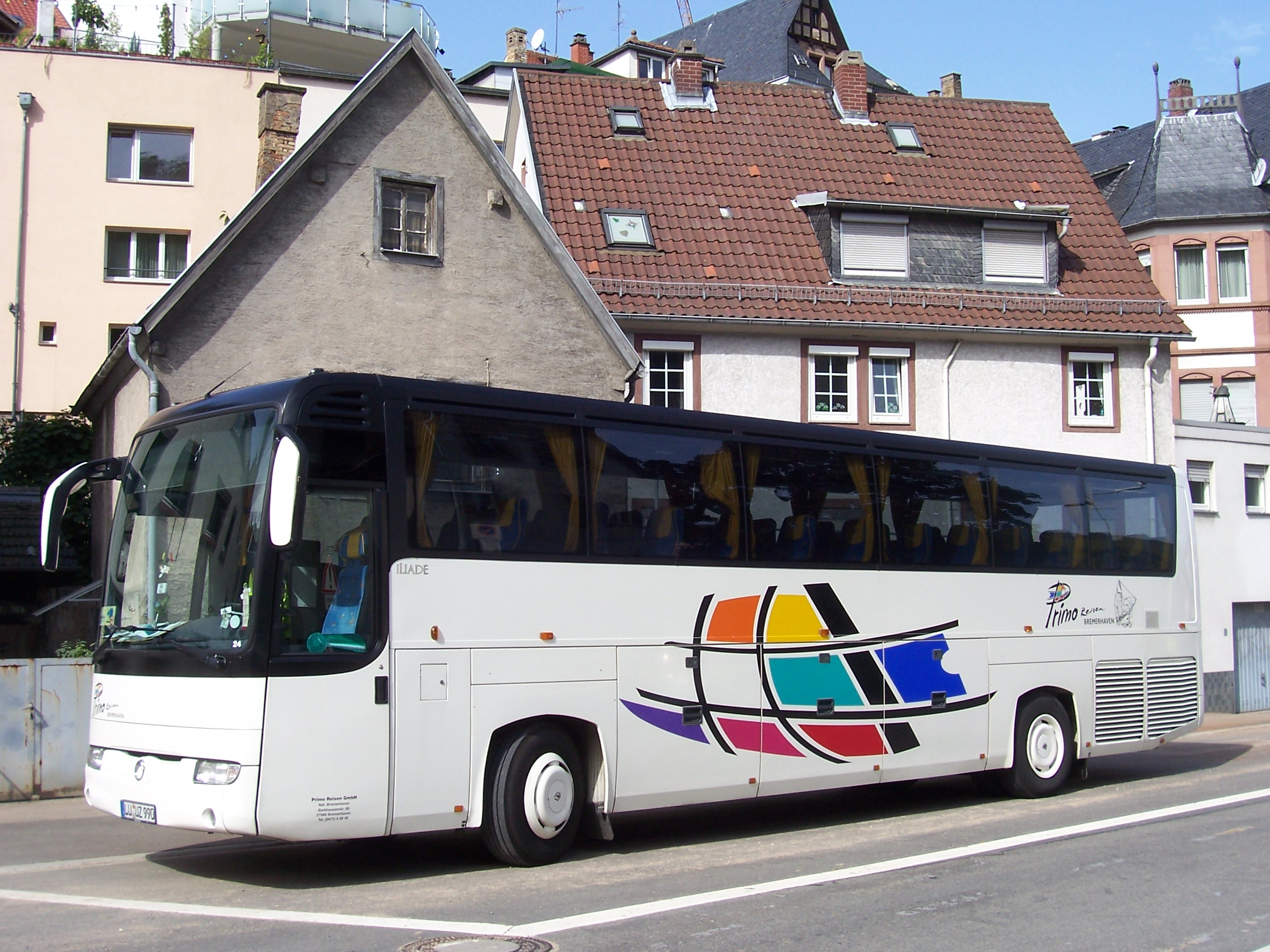
Irisbus Iliade

Początki Karosy sięgają aż 1895 roku, kiedy to Josef Sodomka założył w Vysokim Mýcie zakład wytwarzający karoce i wozy konne. Początkowo przedsiębiorstwo nosiło nazwę První východočeskou výrobu kočárů Josefa Sodomky. Zakład prężnie rozwijał się i wkrótce stał się głównym dostawcą karoserii samochodowych w Czechach. Od roku 1924 wykonano w nim nadwozia do samochodów osobowych. Nadwozia Sodomki montowano na podwoziach takich przedsiębiorstw jak Aero, Praga, Laurin & Klement, Walter czy Tatra. Przedsiębiorstwo Josefa Sodomki wyznaczało trendy w dziedzinie stylizacji samochodów. Luksusowe nadwozia montowano m.in. na samochodach Aero 30 i Aero 50, a także na specjalnie zamówionym przez prezydenta Słowacji Maybachu SW 42. Cztery lata później stworzono pierwsze nadwozie do autobusu. Wkrótce ich produkcja stała się dominującym profilem zakładu. W 1939 roku powstał autobus miejski Praga NDO z nadwoziem Sodomki. Produkcja sukcesywnie rosła. Rozpoczęto także montaż trolejbusów z komponentami MAN SE i Siemens AG. Od 1935 roku zakłady Sodomki rozpoczęły produkcję przyczep (popularne były m.in. przyczepy kempingowe). II wojna światowa zahamowała rozwój fabryki. Profil produkcji dostosowano do potrzeb armii.
W roku 1948 zakłady znacjonalizowano i nadano im nazwę Karosa. Zaprzestano produkcji nadwozi samochodów osobowych, skupiając się na pojazdach użytkowych. Pierwszą powojenną konstrukcją było nadwozie autobusu Škoda 706 RO. Kolejnym owocem współpracy ze Škodą były nadwozia autobusów Škoda 706 RTO (licencję na nie sprzedano polskim zakładom Jelcz). Pod koniec lat 60. XX wieku rozpoczęto produkcję autobusu Karosa ŠM 11, z silnikiem umieszczonym pod podłogą między osiami. Zakłady w Vysokim Mýcie rozbudowano, przebudowując linię produkcyjną. W 1982 roku rozpoczęto montaż silników LIAZ za tylną osią. W modelu Karosa B 731 pierwszy raz zastosowano automatyczną skrzynię biegów.

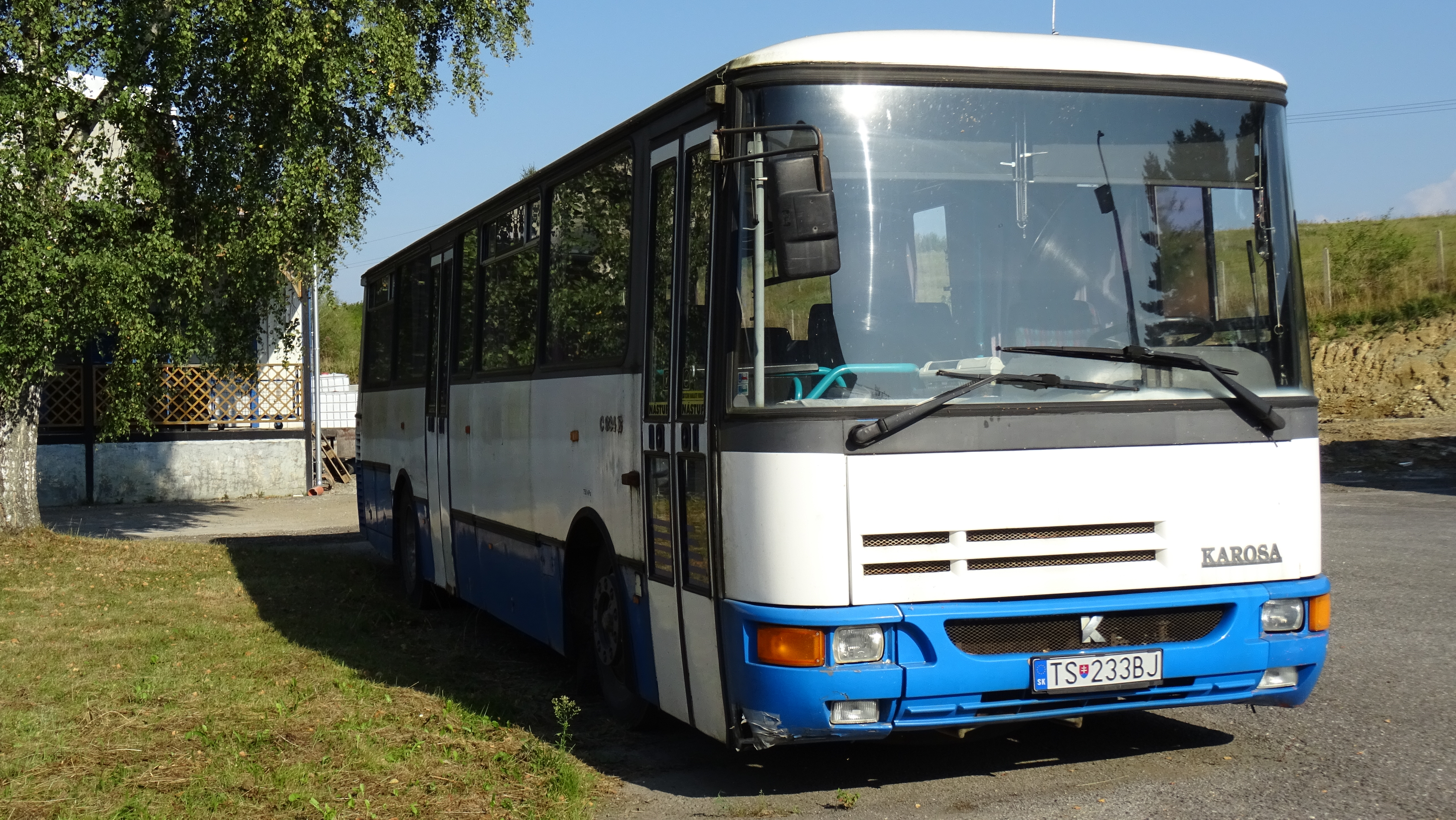
Karosa C 934

Po rekordowym pod względem produkcji roku 1986 nadeszły ciężkie czasy dla państwowego zakładu, podobnie jak dla całej czeskiej gospodarki. Państwowemu przedsiębiorstwu ciężko było odnaleźć się w realiach gospodarki rynkowej. W latach 90. zakłady Karosy przechodziły kryzys, nie wprowadzano nowoczesnych konstrukcji spełniających wymaganych od nowych pojazdów. Pierwszym nowoczesnym autobusem był turystyczny autokar Karosa LC 757 HD 12. W roku 1993 rozpoczęto proces przekształcania zakładu w spółkę akcyjną Karosa a.s. 1 lipca tego roku spółka zadebiutowała na giełdzie. Pakiet 34% akcji zakupiło Renault Véhicules Industriels. Francuski udziałowiec rozpoczął modernizacje zakładów i unowocześnianie produkcji wprowadzając swoje technologie. W roku 1996 rozpoczęto montaż autobusu Karosa Citybus. W roku 1998 Renault V.I. wykupił większościowy pakiet udziałów w Karosie – stając się głównym udziałowcem.
W roku 1999 z połączenia włoskiego Iveco i francuskiego Renault V.I. powstał koncern Irisbus, przejmując tym samym 94% udziałów w Karosie. Czeska fabryka została dzięki temu gruntownie zmodernizowana, stając się jednym z największych producentów autobusów w Europie Środkowo-Wschodniej. Obecnie fabryka zajmuje się produkcja autobusów Irisbus Arway i Irisbus Crossway oraz Irisbus Crossway LE, dodatkowo montuje z części francuskich autobusy Irisbus Citelis. 1 stycznia 2007 r. zakończono proces integracji fabryki z koncernem Iveco, zakład w Vysokim Mýcie przyjął nazwę Iveco Czech Republic.

## Niektóre modele
- Praga NDO
- Škoda RO
- Škoda RTO
- Škoda RTO CAR
- Karosa ŠM 11
- Karosa ŠM 16,5
- Karosa ŠL 11
- Karosa ŠD 11
- Karosa B 731
- Karosa B 732
- Karosa B 741
- Karosa C 734
- Karosa C 744
- Karosa LC 735
- Karosa LC 736
- Karosa B 831
- Karosa LC 956XE
- Karosa Legobus
- Karosa B 931
- Karosa B 941
- Karosa B 951
- Karosa B 961
- Karosa Récréo
- Irisbus Arway
- Karosa Axer
- Irisbus Citelis
- Karosa/Irisbus Citybus
- Irisbus Crossway
- Irisbus Domino
- Irisbus Evadys
- Irisbus Midway
- Irisbus Midys
- Irisbus Proxys